# American Anthropologist
American Anthropologist és el títol en anglès de la publicació periòdica oficial de l'American Anthropological Association (AAA). És coneguda per publicar una extensa gamma de treballs d'antropologia, incloent els de tipus cultural, biològic, d'antropologia lingüística i d'arqueologia. L'antecedent històric de la revista data de 1888 any en què va ser publicat per l'Anthropological Society of Washington (Societat Antropològica de Washington), la primera associació antropològica dels Estats Units d'Amèrica. La sèrie nova va començar en 1899 quan va ser fundada la AAA sota el Consell Editorial de Franz Boas, Daniel Garrison Brinton, i John Wesley Powell entre d'altres. La revista s'ha publicat ininterrompudament fins avui.

## Camps de l'antropologia que s'inclouen
La publicació inclou dins dels seus continguts, treballs i articles d'antropologia cultural, de lingüística, d'arqueologia i d'antropologia física. També són inclosos ocasionalment treballs d'antropologia aplicada.
Entre les publicacions de l'AAA, The American Anthropologist és l'única que cobreix pràcticament totes les subdisciplines de l'antropologia. Molts investigadors especialitzats concorden amb l'enfocament de l'American Anthropologist quant al seu ampli espectre, encara que altres argumenten, a manera de crítica, que alguns treballs publicats escapen a la noció científica en la qual hauria de mantenir-se l'antropologia i la seva pràctica professional.